# Carmen Olmedo Checa
Carmen Olmedo Checa (Málaga, 12 de agosto de 1949 – 27 de junio de 2015) fue una política socialista y feminista española. Impulsora de las primeras políticas de igualdad de género en Andalucía y pionera en la lucha contra la violencia machista. Fue la creadora del primer Centro de la Mujer que se abrió en España, inaugurado en Málaga. También fue la primera directora del Instituto Andaluz de la Mujer (IAM), cargo que asumió entre 1989 y 2000. Del año 2000 a 2004, en la VII Legislatura, fue diputada del PSOE por Málaga en el Congreso de Diputados.

## Biografía
Nació en Málaga, se casó con apenas 20 años, tuvo tres hijos, uno de los cuales murió, y se separó a los 30 años, explicaba la propia Carmen Olmedo en una de las pocas entrevistas en las que habló de su situación personal.
Trabajó como funcionaria de la Diputación Provincial de Málaga, comenzó su andadura feminista en el ámbito de la salud sexual y reproductiva de las mujeres, al crear en los años 70 los primeros centros de planificación familiar. En 1978 recibió el encargo de desarrollar las primeras políticas de igualdad en la Junta Preautonómica de Andalucía. En 1986 coordinó en Málaga el primer Centro de la Mujer que se abrió en España. A finales de 1988 en el Presupuesto de Andalucía para 1989 se contempló finalmente la creación del Instituto Andaluz de la Mujer cuyo reglamento se aprobó el 10 de enero de 1989 y Carmen Olmedo fue nombrada directora general del organismo en el Decreto 4/1989 de la misma fecha.
Como directora del Instituto Andaluz de la Mujer, Olmedo fortaleció el movimiento asociativo de las mujeres andaluzas especialmente en el ámbito rural, apostó por mejorar la formación ante el reto de favorecer el acceso de la mujer al empleo, hizo de la lucha contra la erradicación de la violencia de género uno de sus principales caballos de batalla y apostó por la coeducación como camino para erradicarla.

### Violencia de género
Fue impulsora del I Plan de Igualdad de Andalucía y de los primeros estudios e investigaciones sobre la situación de las mujeres andaluzas, dedicando especial atención a la lucha contra la violencia de género.
Durante su mandato como directora del Instituto Andaluz de la Mujer coeditó junto a la Radio y Televisión de Andalucía el primer manual sobre tratamiento de la violencia de género en los medios de comunicación escrito por Eulalia Lledó, Cómo tratar bien los malos tratos (1999).

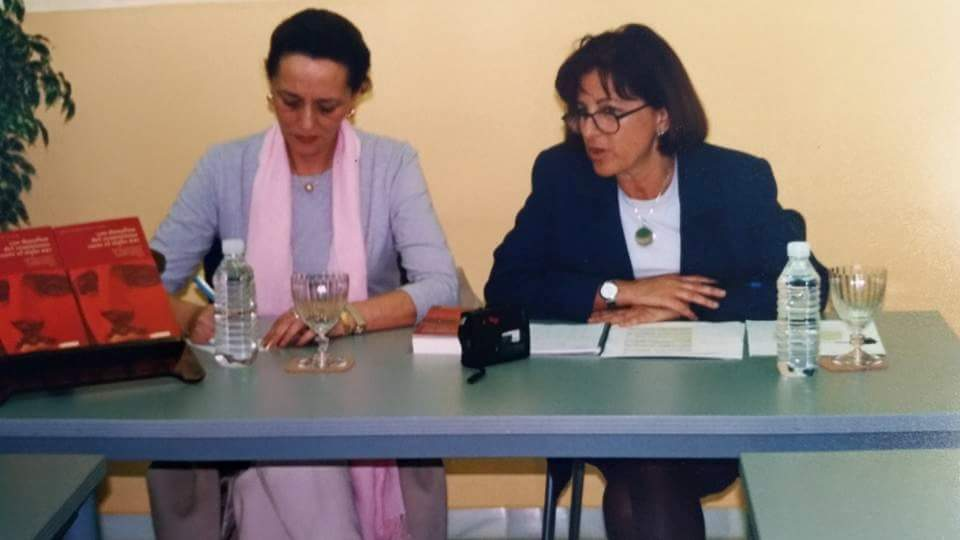
Carmen Olmedo y Amelia Valcarcel en 1996

Olmedo apostó por trabajar con medidas integrales en la lucha contra el maltrato y consiguió aprobar un Primer Plan contra la Violencia de Género y su posterior Protocolo de Coordinación con diversas actuaciones de protección integral a las víctimas, entre ellas la creación de la Red Integral de Atención y Acogida a Víctimas, un modelo de gestión que sirvió para la posterior elaboración en 2004 de la Ley estatal contra la Violencia de Género.

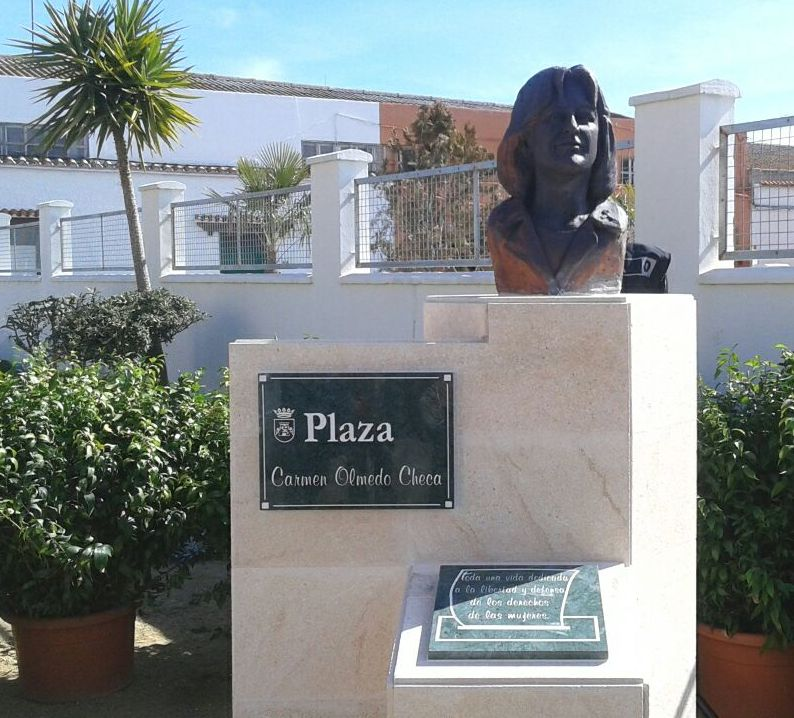
Busto de Carmen Olmedo en la Plaza Carmen Olmedo de Chiclana (Cádiz) 2016

El 21 de enero de 2000 cesó en el cargo de directora general del IAM y fue sustituida por Rosa Gómez Torralbo.

### Diputada
Concurrió a las elecciones generales del 2000 en el segundo puesto de la lista presentada por el PSOE en Málaga. Consiguió un escaño en la VII legislatura del Congreso de los Diputados y entre otras actividades asumió la Vicepresidencia Primera de la Comisión Mixta de los Derechos de la Mujer desde mayo de 2000 hasta enero de 2004, fue vocal de la Subcomisión de estudio de medidas en respuesta a la violencia de género desde el 20/11/2002 al 08/04/2003 y ponente de la Ponencia sobre la erradicación de la violencia doméstica desde octubre del 2000 hasta noviembre de 2002.
Murió el 27 de junio de 2015, a los 65 años, como consecuencia de la enfermedad neurodegenerativa que padeció durante una década.

## Premios y Homenajes

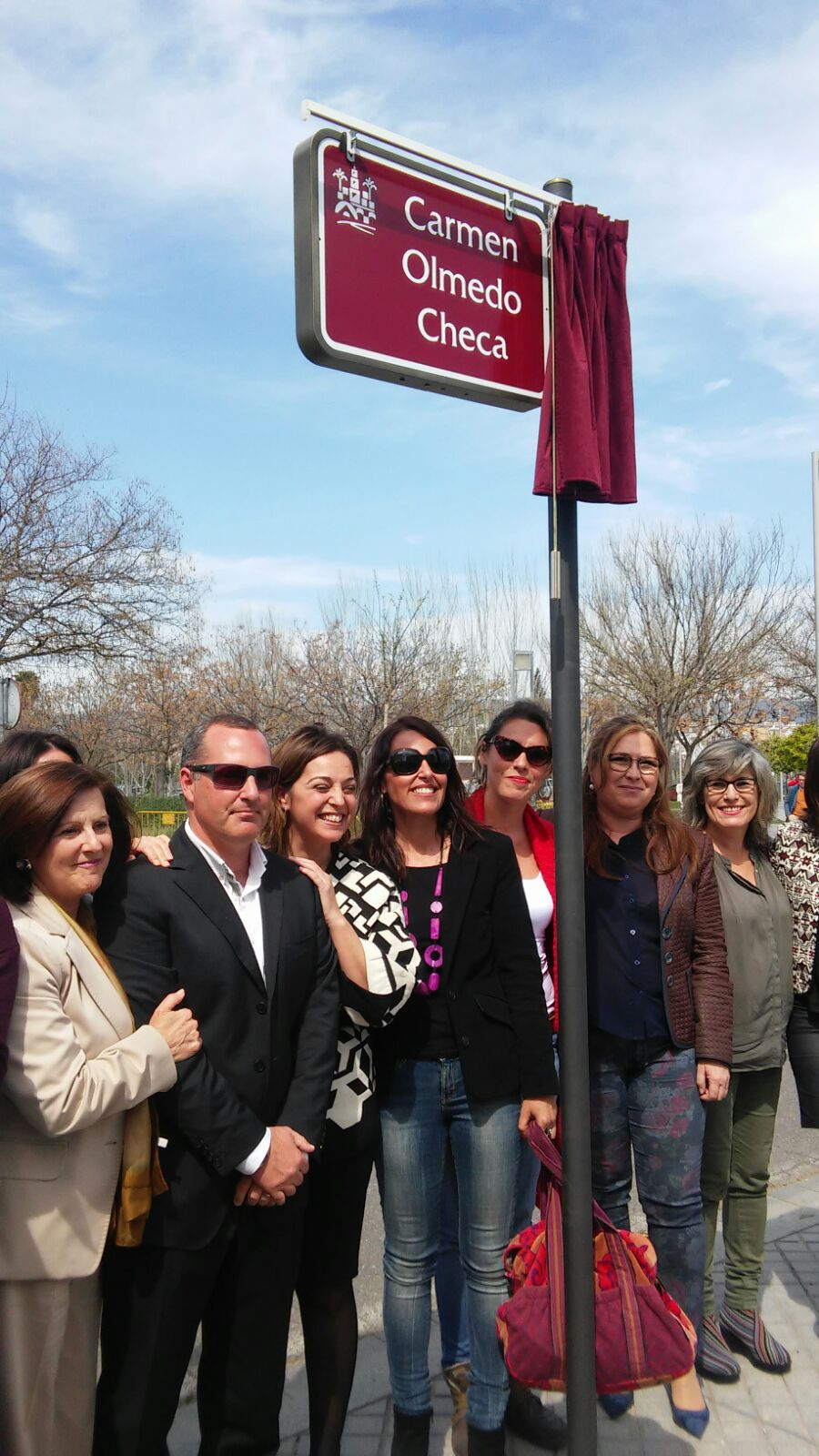
Inauguración de la Calle Carmen Olmedo Checa en Córdoba (2016)

En el año 2009 recibió el Premio Especial Meridiana con motivo del XX Aniversario del Instituto Andaluz de la Mujer, que recogieron sus hijos Alejandro y Eva Camps.
En marzo de 2016 se inauguró en Chiclana (Cádiz) la Plaza Carmen Olmedo con un busto de impulsora del Instituto Andaluz de la Mujer.
El 13 de marzo de 2016 el Ayuntamiento de Málaga convocó el Ier concurso de ideas Carmen Olmedo de iniciativas por la igualdad.
El 30 de marzo de 2016 se inauguró la calle Carmen Olmedo Checa en Córdoba ubicada en el Distrito Sur, entre la Avenida del Campo de la Verdad y el Puente de Miraflores, cerca del río Guadalquivir, tras una campaña realizada por la Plataforma Andaluza de Apoyo al Lobby Europeo de Mujeres.
El 16 de diciembre de 2016 recibió un homenaje en Baeza con una placa conmemorativa en la Plaza de Palacio, donde se encuentra el Centro "Carmen de Burgos" del Instituto Andaluz de la Mujer. En este homenaje participaron, entre otras personalidades, la alcaldesa de la ciudad Lola Marín y la presidenta de la Junta de Andalucía, Susana Díaz.

### Premio Carmen Olmedo del PSOE de Málaga
En 2010 el PSOE de Málaga instauró el Premio Carmen Olmedo 
- 2010 En la I edición se entregó el premio a la exministra de igualdad Bibiana Aído.[14]
- 2012 Amelia Valcárcel filósofa (II edición)[15]
- 2016 Chiqui Gutiérrez del Álamo militante socialista (III edición)[16]

### Premio Meridiana de Honor "Carmen Olmedo"
En los Premios Meridiana 2016 se otorgó un premio denominado Premio de Honor «Carmen Olmedo» que recayó en Pilar Aranda Ramírez, la primera rectora de la Universidad de Granada tras 500 años de historia.